# بافريشية
بافريشية قرية صغيرة تأسست سنة 1970، وهي تابعة إداريا لبلدية امبلل بمقاطعة كرمسين في ولاية الترارزة، وتعتبر إحدي أهم قرى بلدية امبلل.

## الموقع والحدود
تقع قرية بافريشية على الطريق الرابط بين روصو ونواكشوط على بعد 43 كيلومتر من روصو و160 كلم من نواكشوط، وتبعد القرية عشر كيلومترات عن عاصمة البلدية امبلل وحوالي 30 كيلومتر عن عاصمة المقاطعة كرمسين

## البنى التحتية
توجد بهذه القرية مدرسة ابتدائية ومحظرة لتدريس القرآن الكريم ومختلف العلوم العلوم العربية والإسلامية ومكتبة غنية جدا.. كما أن بها أيضا شبكة مياه تزود القرية بالماء الصالح لشرب..
لكنها تفتقر - كغيرها من قرى البلدية - للكهرباء..

## السكان
يعتمد سكان القرية على التجارة والزراعة وتربية الماشية ويبلغ تعدادهم حوالي خمسمائة نسمة